# La Revolución de las rosas

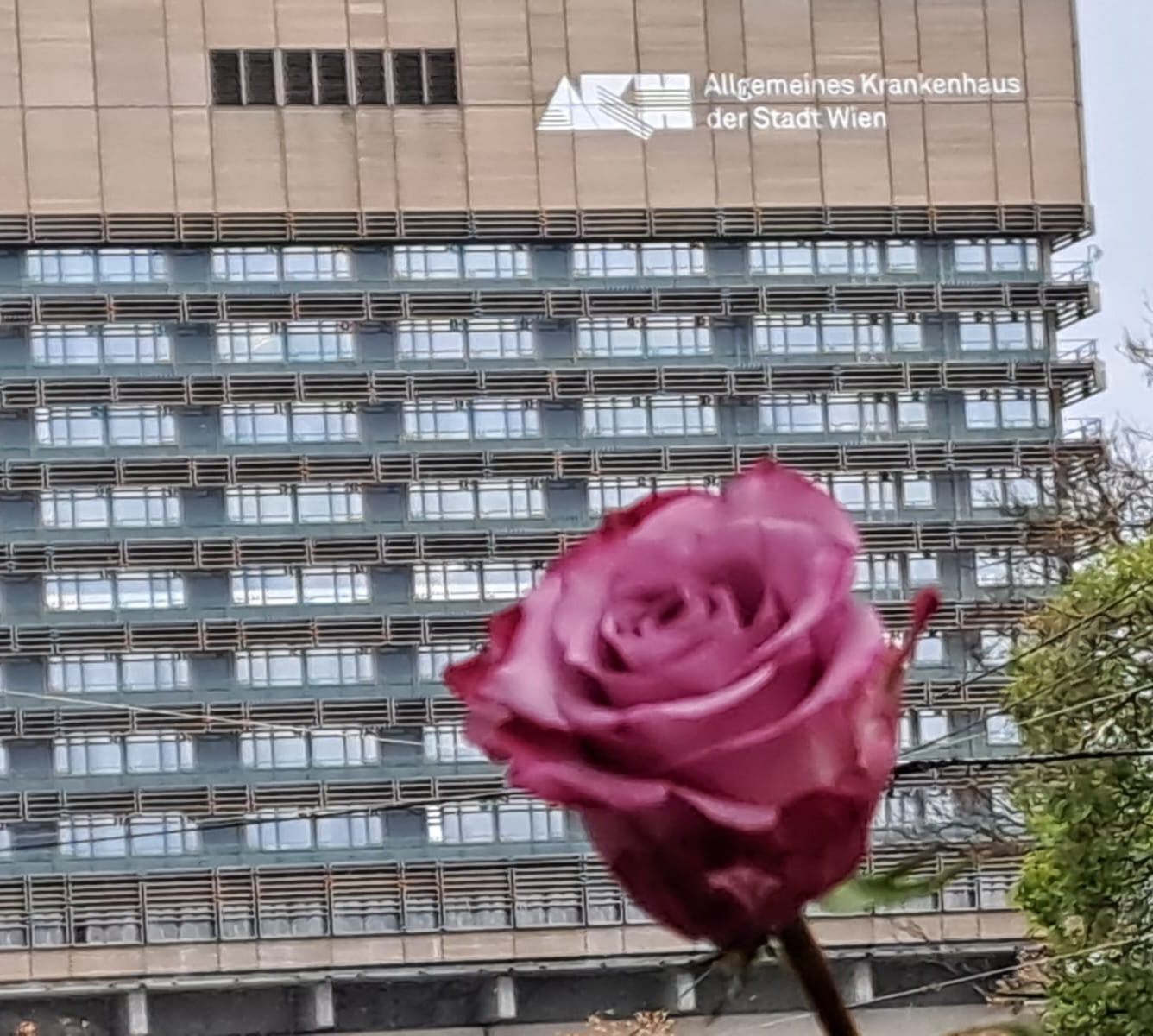
Una rosa en el Día de la Revolución de las Rosas, 25 de noviembre de 2023 frente al Hospital general de Viena

La Revolución de las Rosas (inglés: Roses Revolution) es un movimiento internacional consistente en llevar rosas a hospitales y otros edificios institucionales –especialmente el 25 de noviembre, el Día Internacional de la Eliminación de la Violencia contra la Mujer– para denunciar sus prácticas de violencia obstétrica.
El movimiento surge en España en septiembre de 2011 tras la publicación por parte de la Sociedad Española de Ginecología y Obstetricia (SEGO) en su gaceta de unas viñetas cuyo humor se sostenía en el menosprecio hacia las usuarias de estos servicios médicos y los protocolos y recomendaciones para el nacimiento de la OMS Archivado el 11 de julio de 2017 en Wayback Machine. En reacción a estas, la asociación El parto es nuestro lideró una denuncia a la que se fueron sumando medios especializados, el Defensor del Paciente, profesionales del sector, incluso miembros de la propia asociación, como la Doctora Miriam Al Adib Mendiri.
Jesusa Ricoy propone entonces desde el grupo de Facebook "Señores de la SEGO, no somos un chiste" y desde un blog propio la primera acción del movimiento, "Ponle nombre" (también llamada, sobre todo internacionalmente, "El miércoles de las rosas"): consistente en depositar una rosa a las puertas de la SEGO simbolizando las víctimas de violencia obstétrica. A partir de dicha idea, los diseñadores Belén Gaudes Teira y Pablo Macías Alba crearon el logotipo bajo el que se fueron uniendo nuevos núcleos en otras ciudades europeas y latinoamericanas en 31 países diferentes.
Además de la repetición de esta acción en distintas ocasiones, otras de las acciones realizadas por el movimiento han sido la denuncia de las fotografías subidas en Instagram por un estudiante de medicina venezolano durante la asistencia al parto o la multitudinaria marcha en Hungría el 20 de marzo de 2016.
En 2016, Ricoy asiste a una conferencia en Berlín de la Red Europea de Asociaciones de parto (ENCA, por sus siglas en inglés) donde una matrona alemana le explica, sin saber que se trata de la fundadora, el impacto que la Revolución de las Rosas está teniendo en su trabajo. Tras ese momento, Ricoy y Susana Ferreiro, quien se había ocupado de gran parte de la organización administrativa del movimiento, dan un paso atrás en el liderazgo del mismo con la intención de que sea gestionado directamente por las mujeres que se habían ido uniendo, de forma coherente con el objetivo de contribuir a que las mujeres que hubieran sufrido violencia obstétrica "pudieran recuperar su dignidad y poder tras haberse sentido humilladas, insultadas y heridas en sus partos".
La Revolución de las rosas cuenta con el apoyo del Comité Nacional de Alemania de ONU Mujeres.